# Łaniewo-Leśnictwo
Łaniewo-Leśnictwo – osada leśna w Polsce położona w województwie warmińsko-mazurskim, w powiecie lidzbarskim, w gminie Lidzbark Warmiński.
W latach 1975–1998 miejscowość administracyjnie należała do województwa olsztyńskiego.